# 탐닉성 행동
탐닉성 행동(영어: addictive behavior)이란 보수작용과 보강작용을 동시에 일으키는 행동, 즉 그 행동을 하면 할수록 계속 더 하고 싶어지는(즉 탐닉을 일으키는) 행동이다. 탐닉성 행동으로 인한 탐닉을 행동탐닉이라고 한다.
탐닉성 행동과 강박적 행동은 비슷해 보이지만 다르다. 어떤 행동이 탐닉을 불러일으키려면 그것에 대한 보상작용이 수반되어야 한다. 하지만 강박장애는 보상이 굳이 주어지지 않아도 그 행동을 하려는 충동을 받는다. 

## 같이 보기
- 탐닉
- 행동 중독
- 습관화